# 다시 만날 때까지 (영화)
"다시 만날 때까지"는 1968년 공개된 대한민국의 영화이다.

## 배역
- 신성일
- 고은아
- 남정임
- 박노식
- 정민
- 남기숙
- 오경아
- 유하나
- 김정훈